# Papyrus 113

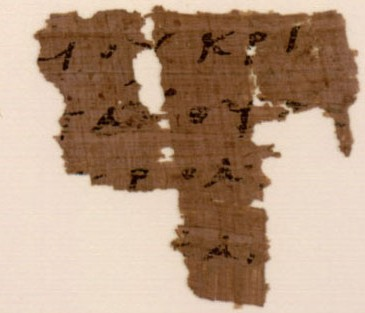
Papyrus 113

Papyrus 113 (volgens de nummering van Gregory-Aland) of {\displaystyle {\mathfrak {P}}^{113}}, of P. Oxy. 4497, is een fragment van een oud Grieks afschrift van het Nieuwe Testament op papyrus. Het bevat Hand. 26:31,32; 27:6,7, het zijn fragmenten. Op grond van schrifttype wordt door het (Institute for New Testament Textual Research,INTF) een ontstaan in de 3e eeuw aangenomen. Het handschrift wordt bewaard in de Papyrologie Kamers, van de Sackler Library te Oxford University plank nummer P. Oxy. 4497.

## Officiële registratie
- "Continuation of the Manuscript List" Institute for New Testament Textual Research, University of Münster. Retrieved April 9, 2008